# Fiat Freemont
O Freemont é um SUV crossover de porte médio-grande fabricado pela Fiat. Um dos primeiros produtos que a Fiat e a Dodge comercializaram juntas a partir da formação da Fiat Chrysler Automobiles, é uma copia quase idêntica ao Dodge Journey, mas com diferenças como acabamento superior, equipamentos, 5 lugares (versão Precision 7 lugares) e ambos motor e câmbio menores. O modelo possui diversos itens de segurança como: Controle Eletrônico de Estabilidade (ESP), Sistema Eletrônico Anticapotamento (ERM), Controle de Trailer (TSC) e Controle de Tração (ASR). Sua aposta é na relação custo/benefício, estratégia bem sucedida, chegando a ter vendas de 1.200 unidades mensais.

## Motores
O Freemont possui um motor 2.4 16V de 172cv baseado no propulsor que equipava o Chrysler PT Cruiser e câmbio automático sequencial de 6 marchas. Na Europa, é equipado com tração integral, motor V6 Pentastar e câmbio automático de 6 marchas.
Na Europa, o Diesel é rei, o mais vendido é o 2.0 Multijet2 de 170Cv com 350Mm de binário.
Tem duas versões de tração, caixa manual de 6v, e caixa automática de 6v também, sendo que a versão de tracção integral só vem equipada com caixa automática.

## No Brasil
O Freemont também é vendido no Brasil, juntamente com o irmão gêmeo, Dodge Journey. O veículo tinha o ultrapassado câmbio CVT de 4 marchas. A FIAT tentou aplicar o de 6 marchas, mas devido sua baixa estabilidade nas curvas, vendas fracas e o veículo com suspensão rebaixada, a fabricação se encerrou em 2016 com apenas 3.400 unidades vendidas